# Балагури, Эдуард Альбертович
Эдуард Альбертович Балагури (укр. Едуард Альбертович Балагурі; 24 сентября 1931, Хуст, Подкарпатская Русь — 26 января 2004, Ужгород) — советский и украинский закарпатский историк, археолог, доктор исторических наук (1983), педагог, профессор (1987), общественный деятель. Исследования Э. А. Балагури стали весомым вкладом в изучение древней истории Европы.

## Биография
Эдуард Альбертович Балагури родился 24 сентября 1931 в Хусте, в рабочей семье. Среднее образование получил в средней школе № 1 Ужгорода (1949). В 1955 окончил исторический факультет Ужгородского государственного университета (специализация — археология). В 1955—1958 — научный сотрудник, затем — заведующий отделом Закарпатского областного краеведческого музея. В 1957—1961 — аспирант отдела археологии Института общественных наук АН УССР (научный руководитель — Маркиан Юлианович Смишко).
С 1961 — преподаватель кафедры всеобщей истории Ужгородского государственного университета, с 1963 — старший преподаватель, в 1963—1985 — доцент, в 1985—1988 — профессор кафедры всеобщей истории, в 1988—1993 — профессор кафедры истории древнего мира, средних веков и историографии.
Кандидатскую диссертацию «История племен позднебронзового периода в Среднем Поднестровье (культура Ноуа)» защитил в 1964, докторскую «Эпоха бронзы верхнего Потисья» — в 1983.
В 1991—1996 — декан исторического факультета. Инициировал создание при Ужгородском государственном университете постоянной археологической экспедиции и группы для регулярного проведения раскопок (1871). Один из инициаторов основания Научно-исследовательского института карпатоведения (1992), в котором руководил научной темой «Древнее население верхнего Потисья в контексте истории Карпатского ареала».
Под руководством Э. А. Балагури и в сотрудничестве с учеными Венгрии, Чехословакии, Болгарии, Румынии, Польши и научным обществом области Сабольч-Сатмар-Берег (Венгрия), Закарпатским венгероязычным научным обществом (Ужгород), Украинским обществом охраны памятников истории и культуры на территории Закарпатья было открыто около 400 памятников.
Опубликовал около 200 работ научного, учебно-методического и краеведческо-публицистического характера в отечественных («Археология», «Научный вестник Ужгородского государственного университета», «Карпатика», «Acta Hungarica») и зарубежных журналах.

## Биобиблиография
1. Балагурі, Едуард Альбертович. Археологічні пам’ятки Закарпаття: конспект лекцій / Е. А. Балагурі, відп. за вип. К. І. Гурницький; МВ і ССО УРСР, Ужгород. держ. ун-т. — Ужгород: [б. в.], 1971. — 42 c.
2. Балагури Э. А. Исследование археологических памятников Закарпатья за годы советской власти // Slovenska Archeologia. — 1975. — № 2.
3. Балагурі, Едуард Альбертович. Закарпаття — земля слов’янська: з історії слов’янських племен Закарпаття VI—XIII ст. : нариси / Е. А. Балагурі, С. І. Пеняк. — Ужгород: Карпати, 1976. — 156, [2] c. : іл.
4. Балагурі Е. А. Давні металурги Українських Карпат: історико-краєзнавчі нариси / Е. А. Балагурі, В. І. Бідзіля, С. І. Пеняк. — Ужгород: Карпати, 1978. — 125 с.
5. Балагури Э. А. Исследование древней истории Закарпатья. — Ужгород, 1982.
6. Балагури Э. А. Славяно-венгерские взаимосвязи в IX—X вв. в Восточно-Карпатском регионе // Материалы VI Международного конгресса славянской археологии. — М., 1990.
7. Балагури Э. А. Культура Отомань. В кн.: Археология Украинской ССР, т. 1. К., 1985.
8. Історія Мукачева [Текст] / Ужгородський держ. ун-т. — Ужгород: Патент, 1998. Т. 1 : З найдавніших часів до 1918 року / М. А. Ільтьо, Г. В. Павленко, Е. А. Балагурі. — [Б. м.]: [б.в.], 1998. — 264 с. — ISBN 966-7242-28-5
9. Балагурі Е. Роль Чехословацької академії наук у вивченні археологічних пам’яток Закарпаття (20—30-і рр.) / Е. Балагурі // Закарпаття в складі Чехословаччини: Проблеми відродження і національного розвитку: [Доповіді наукового семінару, присвяченого 80-й річниці утворення Чехословаччини]. — Ужгород. — 1999. — 28 жовтня. — С. 151—155.
10. Балагури Э. Население верхнего Потисья в эпоху бронзы. — Ужгород, 2001. — 392 c.